# The Girl Next Door (film, 2007)
Pour les articles homonymes, voir The Girl Next Door.
Pour plus de détails, voir Fiche technique et Distribution.
The Girl Next Door ou La Fille d'à Côté au Québec (The Girl Next Door) , est un film américain dramatique-thriller sorti en 2007, réalisé par Gregory M. Wilson et adapté du roman de Jack Ketchum publié en 1989 (Une fille comme les autres). Il est basé sur l'histoire vraie du meurtre de Sylvia Likens.

## Synopsis
Dans les années 1950, nous assistons à la vie d'un jeune garçon, David Moran (Daniel Manche), dont la voisine, Ruth Chandler (Blanche Baker), alcoolique, vit entourée de tous les enfants du quartier qui ont fait de sa maison leur terrain de jeu.
Les deux nièces de Ruth, Meg (Blythe Auffarth) et Susan (Madeline Taylor), lui sont confiées lorsque les parents de ces dernières meurent dans un accident.
Rapidement, les deux jeunes filles deviennent la cible d'insultes, de coups, de tortures et d'abus sexuels de la part de Ruth, assistée par ses fils et quelques enfants du quartier.

## Fiche technique
- Titre : The Girl Next Door
- Titre québécois : La Fille d'à Côté
- Réalisation : Gregory M. Wilson
- Scénario : Daniel Farrands, Philip Nutman - D'après le roman de Jack Ketchum
- Montage : M.J. Fiore
- Costumes : Michael Bevins
- Producteurs : Andrew Van Den Houten, William M. Miller
- Société de distribution : Modernciné
- Musique : Ryan Shore
- Langue : anglais
- Genre : Drame et thriller
- Sorties :
  -  États-Unis : 3 octobre 2007 (Cinéma) -  France : 4 décembre 2007 (DVD)
- Public : Interdit aux moins de 16 ans[1]

## Distribution
- William Atherton : David Moran adulte
- Blythe Auffarth (VF : Caroline Lemaire) : Meg Loughlin
- Madeline Taylor : Susan Loughlin
- Blanche Baker : Ruth Chandler
- Kevin Chamberlin : Officer Jennings
- Dean Faulkenberry : Kenny
- Gabrielle Howarth : Cheryl Robinson
- Benjamin Ross Kaplan : Donny Chandler
- Spenser Leigh : Denise Crocker
- Daniel Manche (VF : Michel Barrio) : David Moran
- Mark Margolis : SDF heurté par une voiture
- Graham Patrick Martin : Willie Chandler Jr.
- Michael Nardella : Tony
- Grant Show : Mr. Moran
- Catherine Mary Stewart : Mrs. Moran
- Santo Silvestro : vendeur de glaces
- Andrew van den Houten : Vendeur de Hot Dog
- Austin Williams : Ralphie 'Woofer' Chandler
- Michael Zegen : Eddie
- ??? (VF : Michaêl Cermeno) : Voix au téléphone

## Commentaires
Stephen King a déclaré à propos de ce film : « C'est le premier film américain réellement choquant que je vois depuis Henry, portrait d'un serial killer il y a plus de 20 ans. Si vous êtes facilement perturbé, ne regardez pas ce film. Si par contre vous êtes prêts pour un long voyage en enfer, façon banlieue, The Girl Next Door ne vous décevra pas. C'est la version « face cachée de la lune » de Stand by Me. »

## L'histoire vraie
Gertrude Nadine Baniszewski (née Van Fossan) (19 septembre 1929 - 16 juin 1990), également connue sous le nom de Gertrude Wright et Nadine Van Fossan, vivait en Indiana ; elle était divorcée. Avec l'aide de ses propres enfants et de certains de leurs amis, comme Ricky Hobbs et Coy Hubbard, elle a supervisé et facilité la prolongation de la torture, les mutilations et, finalement, le meurtre de Sylvia Likens, une adolescente dont elle avait la garde. Quand elle a été reconnue coupable de meurtre au premier degré en 1966, l'affaire a été appelée « le pire crime perpétré contre une personne dans l'histoire de l'Indiana ». 

### Sa vie avant Sylvia Likens
Baniszewski est née en 1929 de Hugh M. Mollie et M. Van Fossan, c'est la troisième de six enfants.
En 1940, Baniszewski voit son père, de qui elle était proche, mourir d'une crise cardiaque.  Cinq ans plus tard, elle abandonne l'école à l'âge de 16 ans et se marie à l'âge de 18 ans avec John Baniszewski, avec qui elle a quatre enfants. Bien que John Baniszewski ait un tempérament instable, les deux restent ensemble pendant 10 ans avant de divorcer. Après un bref mariage avec un homme du nom d'Edward Guthrie, Gertrude et John Baniszewski se sont remariés et ont eu encore deux enfants, avant de redivorcer de façon permanente en 1963.
Elle aura encore un fils des suites d'abus sexuels.

### Sylvia Likens
En juillet 1965, Betty et Lester Likens (les parents de Sylvia et de Jenny), gens du voyage et forains, suggèrent que leurs deux filles, Sylvia Marie Likens, 16 ans, et Jenny Faye Likens, 15 ans prennent pension chez la famille Baniszewski en échange de 20 dollars par semaine afin qu'eux puissent continuer à travailler dans tout l'État. Les sœurs Likens ont fréquenté l'école secondaire avec les enfants Baniszewski, ainsi que l'église le dimanche avec Gertrude Baniszewski.  Toutefois, lorsque Lester Likens ne peut payer les premiers 20$ à temps, Baniszewski battra les filles pour la première fois. Peu de temps après, les filles seront à nouveau battues pour une sordide histoire de bonbons. Ainsi, commence un destin régulier de la maltraitance des enfants. 

### La torture commence
En août 1965, Madame Baniszewski commence à agresser verbalement et physiquement Sylvia Likens, permettant même à ses enfants de la battre ou la pousser dans les escaliers. Baniszewski accuse aussi les filles Likens d'être des prostituées, ainsi que toutes les femmes en général.  Plusieurs camarades de classe et ses fils ont été mobilisés pour aider Gertrude à battre Sylvia Likens. Même sa petite sœur a été forcée de la battre, « afin qu'elles apprennent ce que méritent les filles faciles ! ».

### L'escalade
Sylvia Likens n'ose plus assister au cours de gym. Baniszewski, avertie, retrouve Sylvia, la passe à tabac et poursuit l'escalade de la violence en la brûlant avec une cigarette allumée. Peu de temps après, l'un des fils Baniszewski accuse Sylvia de se prostituer lorsqu'elle ne va pas en cours. Le châtiment ne se fera pas attendre : la tortionnaire la fera se déshabiller devant un groupe de garçons du quartier ainsi que ses fils et lui ordonnera d'insérer une bouteille de Coca-Cola dans son vagin.

### Le sous-sol
À la suite de l'incident avec la bouteille de Coca-Cola, Sylvia est devenue incontinente ; pour la punir, Gertrude l'enferme dès lors dans la cave. Pour la laver, Madame Baniszewski l'arrose d'eau sale et lui ordonne de se frotter le corps avec du sel, tout en continuant de la battre et de la brûler.  Elle vivra nue dans le sous-sol, à peine nourrie ; les enfants Baniszewski, sur ordre de leur mère, forceront la jeune fille à se nourrir de ses propres excréments. Vers cette période, Jenny Likens réussit à communiquer avec sa sœur aînée, Diana Likens, décrivant les horreurs que les deux sœurs ont connues, et lui demandant de contacter la police. Diana Likens ignore la lettre, estimant que la jeune fille était mécontente de tout simplement être punie, et qu'elle faisait des histoires pour qu'elle puisse venir vivre avec elle à l'étage.

### Le meurtre
Le 21 octobre, la mère charge trois de ses enfants d'attacher Sylvia avec une cravate à son lit. Le lendemain matin, en allant l'humilier avec des gamins du quartier et ses enfants, elle découvre que Sylvia a mouillé son lit. La femme, furieuse, oblige à nouveau l'un de ses fils a introduire une bouteille dans le vagin de la jeune fille pour soi-disant lui apprendre les bonnes manières. Ensuite, elle brûlera une aiguille pour inscrire sur son abdomen : « Je suis une prostituée et fière de l'être ! ». Le jour-même, Mme Baniszewski dicte une lettre à Sylvia et sa sœur, lettre qu'elle enverra aux parents de ces dernières pour leur assurer que tout se passe bien et que les deux jeunes filles sont heureuses. Gertrude, sentant la fin arriver, élabore un plan avec ses enfants, que Jenny entend malgré elle. Ils chercheront une décharge à proximité de la maison pour y déposer le corps meurtri de Sylvia et la laisser mourir « comme la chienne qu'elle est ! ». Jenny tente de sauver sa sœur en s'enfuyant, mais elles seront arrêtées avant même d'avoir réussi à franchir la porte ; et c'est ainsi que les deux sœurs, cette fois, seront enfermées au sous-sol. Le 24 octobre, Gertrude voit rouge et bat une fois de plus Sylvia avec un manche a balai : elle la frappera inlassablement durant près de 20 minutes sur la tête sous les yeux impuissants de sa petite sœur et des enfants ainsi que des amis de ces derniers. Elle demande ensuite à ses deux ainés de la laver (avec de l'eau sale et du sel), mais à la fin du « lavage », les deux garçons se rendent compte que la jeune fille ne respire plus. Après une tentative infructueuse de réanimation, ils ne peuvent que constater la mort de Sylvia. Le plus jeune des fils, affolé, appelle la police, qui arrive sur les lieux. Gertrude ne perd pas son sang-froid et accuse Jenny d'une folie meurtrière, mais la toute jeune fille affaiblie par des jours sans boire ni manger déclara au policier présent auprès d'elle : « Faîtes-moi sortir de là et je vous dirai tout ». Sa déclaration, combinée à la découverte du corps de Sylvia Likens, a incité les policiers à arrêter Gertrude ainsi que tous ses enfants pour meurtre. Les autres enfants du quartier cités par Jenny, à savoir Mike Monroe, Randy Lepper, Judy Duke, et Anna Siscoe ont été arrêtés pour « préjudices à personne ».

### Verdict
Baniszewski et deux de ses enfants, Hobbs et Hubbard étaient détenus sans mise en liberté sous caution en attendant leur procès. L'autopsie du corps de Sylvia Likens a révélé de nombreuses brûlures, des contusions et des lésions nerveuses et musculaires. Dans son agonie, Sylvia s'est mangé les lèvres. Sa cavité vaginale a été coupée et brûlée, un examen du canal a déterminé formellement que son hymen était encore intact : ainsi les affirmations des Baniszewski selon lesquelles Sylvia était une prostituée et qu'elle était enceinte ont pu largement être réfutées au cours du procès. La cause officielle du décès était un œdème cérébral.
Baniszewski a été reconnue coupable de meurtre au premier degré. Elle a été condamnée à l'emprisonnement à vie sans possibilité de libération conditionnelle. Elle fut néanmoins relâchée après 18 ans d'emprisonnement.